# Anderson (football, novembre 1981)
Pour les articles homonymes, voir Anderson et Antunes.
Anderson Andrade Antunes est un footballeur brésilien né le 15 novembre 1981.